# ERBuilder Data Modeler
ERBuilderデータモデラは、SoftBuilderによって作成されたデータベースモデリングソフトウェアである。最初のバージョンは2017年10月にリリースされた。エンティティリレーションシップ（ER）アプローチを使用したデータベースモデリングとDDLスクリプト作成のためのビジュアルツールである。
これにより、データベース開発者は、Oracle、Microsoft SQL Server、PostgreSQL、MySQL、SQLite、Firebird、Microsoft Azure SQL Database、 Amazon Redshift、Amazon RDS データベースのデータモデルを設計できる。
ERBuilderデータモデラーでは、データベースからのモデルの生成（リバースエンジニアリング）、モデルからのデータベースの生成（プロエンジニアリング）、2つのモデルの比較、および/またはデータベース、ナビゲート可能なHTMLドキュメントの生成など。

## 機能[4][5]
- ビジュアルデータモデリング
- プロエンジニアリング / リバースエンジニアリング
- データモデルからのSQL / DDLスクリプトの生成
- 安全なSSL接続（PostgreSQLおよびMySQL）
- データモデルのドキュメント
- データモデルの印刷とエクスポート
- データ挿入の生成
- HTMLモデルの生成（データモデルからのグラフィカルインターフェイス）
- 2つのデータモデル、データモデルとデータベース、または2つのデータベースの比較

## サポートされるデータベース[6]
- Oracle
- Microsoft SQL Server
- PostgreSQL
- MySQL
- SQLite
- Firebird
- Microsoft Azure SQLデータベース
- Amazon Redshift
- Amazon RDS